# 章闾
章闾（?—?），元朝大臣，又作张闾、张驴，元仁宗时中书平章政事。
元成宗大德初年，担任南台御史中丞。大德十年（1306年），由行宣政院使改任中书参知政事，加少保。至大四年（1311年），元仁宗即位后，召他议论大政，出为江浙行省平章政事。皇庆元年（1312年），召入朝中为中书平章政事。延祐元年（1314年），元朝朝廷财政困难，他和中书右丞相铁木迭儿主张核查江浙、江西、河南等地田粮，让有田之家和寺观、学校都实报田产入税。他奉命赴江南主持此事。延祐二年（1315年），担任江浙行省统军镇压赣州蔡五九起兵，后来因为在江南括田贪刻用事，虚增粮数，流毒百姓，逼死人命，遭人弹劾查治。